# 周楨
周楨，江西省吉安府安福縣人，清朝政治人物。進士出身。
光緒二年（1876年），參加丙子恩科會試，得貢士第330名。殿試登進士2甲第52名。同年五月（6月3日），著分六部學習。